# Kurier Poznański
Kurier Poznański – polski dziennik informacyjno-polityczny założony w Poznaniu w 1872 przez Ludwika Merzbacha. W początkowej fazie organ ultramontanów, ściśle związany z Kościołem katolickim, postulował pracę organiczną i lojalizm wobec Cesarstwa Niemieckiego. Zwalczał socjalizm, liberalizm i warszawski pozytywizm. Redagowany m.in. przez Teodora Żychlińskiego, Antoniego Kanteckiego a później jego brata – Maksymiliana Kanteckiego. W końcu XIX w. przejęty przez liberalnych ziemian (A. Chłapowski, M. Mielżyński, F. Morawski, A. Żółtowski). W 1906 przejęty przez Narodową Demokrację, prowadzony przez Mariana Seydę i Ksawerego Zakrzewskiego (współzałożyciela dziennika). W latach 1915–1922 redagowany przez Bolesława Leonarda Marchlewskiego. Od 1925 „Kurier Poznański” ukazywał się dwa razy dziennie. Był bardzo popularny wśród poznaniaków. Jego nakład systematycznie rósł. W 1906 7000 egzemplarzy, w 1925 25 000–30 000 egzemplarzy, a w 1929 30 000–35 000 egzemplarzy.

## Początki
Za pojawienie się na rynku wydawniczym „Kuriera Poznańskiego” stały sfery konserwatywne miasta Poznania związane z dostojnikami Kościoła Katolickiego. Pierwszy numer „Kuriera” ukazał się 2 stycznia 1872 roku, wydała go firma kierowana przez Ludwika Merzbacha, a pismo redagował Teodor Żychliński. Dziennik ukazywał się na początku w dużym formacie w nakładzie 750 egzemplarzy. Pismo posiadało osobny dział wiadomości religijnych. „Kurier” lansował wówczas zjednoczenie społeczeństwa wokół biskupa Mieczysława Ledóchowskiego. Zwalczał też początkowo organizowane w Wielkopolsce wiece ludowe, widząc w nich zagrożenie dla swojego środowiska.

## Okres zaborów
W latach osiemdziesiątych XIX wieku dziennik zajął się zwalczaniem jakichkolwiek oznak liberalizmu i socjalizmu. Piętnował walkę klas i starał się ukazywać zadowolenie ze swojego losu zarówno rzemieślników, jak i robotników. Nakazywał im aby zajmowali się pracą i modlitwą. Jednak do robotników periodyk prawie w ogóle nie docierał. W polityce „Kurier” zajmował raczej stanowisko bezpartyjne, starając się jednocześnie głosić hasła narodowo-katolickie. Taki kierunek pismu nadawał głównie jego redaktor naczelny w latach 1876–1887 ks. Antoni Kantecki, a od 1.07.1887 do śmierci w 1899 jego brat Maksymilian Kantecki. W sprawach dotyczących stosunku do władzy także zachowywano neutralizm, jednocześnie broniąc polską wiarę i narodowość poprzez pracę organiczną. Jednak po dymisji Bismarcka pismo obrało kurs lojalistyczny, licząc na zmianę polityki zaborcy wobec Polaków.
Nieznane są przyczyny upadku „Kuriera Poznańskiego” w dotychczasowej formule politycznej. Jednak ten upadek dał okazję do przejęcia pisma przez środowisko Ligi Narodowej. Aby przejąć dziennik endecy porozumieli się z Romanem Szymańskim, ten zorganizował spółkę wydawniczą Nowa Drukarnia Polska. Wydawnictwo to we wrześniu 1906 roku przejęło „Kurier Poznański”. Kierownictwo redakcji objął Marian Seyda. Spółka oprócz „Kuriera” wydawała jeszcze pismo Orędownik. „Kurier Poznański” był przeznaczony dla inteligencji, Orędownik dla drobnomieszczaństwa.
W 1906 roku wybuchły strajki szkolne w Wielkopolsce, zza kulis inspirowane i kierowane przez endecję. Na „Kuriera” posypały się wówczas represje, co nie tylko mu nie zaszkodziło, a wręcz pomogło. Nastąpił wzrost popularności pisma, a co za tym idzie zwiększyła się liczba abonentów dziennika. W 1906 roku „Kurier” zaprezentował również swój program polityczny. Z konieczności obrony przed germanizacją był on wyraźnie nacjonalistyczny. W programie napisano: „Nasze życie polityczne to ustawiczne zmaganie się żywiołu polskiego z germanizacyjnym systemem pruskim i napierającym na nas elementem niemieckim”. Redaktorem naczelnym pisma został wtedy Marian Seyda.
Kurier zwracał się głównie do inteligencji, przez co był na wyższym poziomie niż inne wielkopolskie gazety. Formy dziennikarskie miały tam odpowiedni kształt, odpowiednio były też dobierane materiały. Na łamach czasopisma pojawiały się sprawozdania literackie, teatralne i kulturalne. „Kurier” pomagał również w organizacji twórczości kulturalnej, przeciwdziałając jednocześnie niemieckiej polityce kulturalnej.

## Okres I wojny światowej
Dziennik ukazywał się również w okresie I wojny światowej. Przez cały ten okres pełnił funkcję faktycznego organu prasowego endecji. Również w czasie trwania powstanie wielkopolskiego nie zaprzestano wydawania „Kuriera Poznańskiego”. Dziennik informował wówczas o postępie działań wojennych i przekazywał informacje Tymczasowej Naczelnej Rady Ludowej.

## Okres II Rzeczypospolitej
Kurier Poznański w pierwszych latach II RP przedstawiał się skromnie. Wydawano go 6 razy w tygodniu na 4 kolumnach, nie posiadał żadnych ilustracji. Mimo tego nie był pismem deficytowym, jak wiele mu podobnych, czerpał niemałe dochody z reklam i drobnych ogłoszeń, które zajmowały ¼ jego objętości. Do tego co kilkanaście dni dołączano do numeru dodatkowo dwie strony zajęte wyłącznie przez reklamy i ogłoszenia. Od momentu wyjazdu Mariana Seydy do Szwajcarii w 1915 roku pismem zarządzał Bolesław Marchlewski. Oprócz niego w redakcji pracowali między innymi Jan Marweg, Czesław Kędzierski, Celestyn Rydlewski i Jerzy Drobnik. Kilku czołowych działaczy endecji nadsyłało swoje teksty z Warszawy. Po B. Marchlewskim, redakcję przejął Stanisław Kozicki, a po nim stanowisko objął Bolesław Szczepkowski.
Z czasem „Kurier” zaczął się rozwijać, rósł nakład, zwiększała się objętość, dochodziły nowe działy i rubryki. Wraz z rozwojem samego czasopisma rosła liczba jego pracowników i ludzi w nim publikujących. Koniunkturę wspierał również rozwój drukarni należących do Drukarni Polskiej. To też spowodowało, że od 1 października 1925 „Kurier” mógł ukazywać się dwa razy dziennie i pięć razy w tygodniu. Wydanie poranne posiadało 4 strony, wieczorne 16, w niedzielę ukazywało się tylko wydanie poranne w poniedziałek tylko wieczorne. Nakład w tym czasie wynosił 25–30 tys. egzemplarzy.
Po przewrocie majowym endecja była w wyraźnym odwrocie, traciła poparcie, mandaty w sejmie i kolejne stanowiska w wojsku i administracji. Odbiło się to również na prasie wydawanej przez ludzi związanych ze Stronnictwem Narodowym.
Mimo problemów endecji „Kurier Poznański” miał się dobrze. Wielkopolska nadal pozostawała bastionem narodowej demokracji. W wyniku tego sprzedaż gazety w zasadzie nie spadała. Inne wydawnictwa w Polsce przechodziły wzloty i upadki spowodowane niską sprzedażą periodyków, a to dlatego, że uzależnione były od sprzedaży komisowej. Wydawca „Kuriera” – co było rzadkością – prowadził sprzedaż opartą na prenumeracie.
Za wydawanie dziennika odpowiedzialna była Drukarnia Polska. Spółka ta związana był ściśle z kierownictwem Stronnictwa Narodowego. Na czele spółki stał Bolesław Krysiewicz, a na stanowisku dyrektora zasiadali Edward Pawłowski (do 1933) i Roman Leitgeber.
We wrześniu 1926 roku na stanowisko redaktora naczelnego powrócił Marian Seyda. Publicystyką polityczną w „Kurierze” zajmowali się jego zastępcy Stefan Wyrzykowski oraz do kwietnia 1934 roku Ryszard Piestrzyński. Sekretarzem dziennika był przez ten cały czas Czesław Kędzierski. Działem gospodarczym, który był dość obszerny zajmował się Marian Chełmikowski, działem politycznym kierował Feliks Fikus, za bardzo dobry dział kulturalny i naukowy odpowiadał Witold Noskowski. Działem społecznym kierowali najpierw Antoni Konieczny, a następnie Edmund Męclewski. Za depesze i dział sportowy odpowiadał Jerzy Herniczek. Dość dużo uwagi poświęcano sprawom młodzieżowym. Istniały działy takie jak: Życie akademickie, Życie młodzieży sokolej, Z życia młodych Polek. Za kolumny studenckie odpowiadał Franciszek Przytarski.
Współpracownikami pisma było wielu wybitnych publicystów, nie tylko związanych z prawicą, należeli do nich m.in. Artur Maria Swinarski, Bohdan Winiarski, prawnik i polityk Zygmunt Wasilewski, prawnik Bohdan Wasiutyński, dramaturg, poeta i muzyk Karol H. Rostworowski. Do tego dochodzili liczni korespondenci w kraju i za granicą. Korespondentem, który pracował w Berlinie był Jerzy Drobnik (do 1934), z Paryża natomiast pisała Irena Briares. Stałym korespondentem w Warszawie był Hieronim Wierzyński, w Wilnie Piotr Kownacki, ze Lwowa informował pismo Władysław Świrski, a z Gdańska Edward Piszcz.
W latach 30. nadal wychodziły dwa wydania, poranne czterostronicowe i wieczorne szesnastostronicowe. Poranne zawierało tylko informacje bieżące, natomiast wieczorne rozpoczynało się artykułem wstępnym i zawierało komentarze polityczne. „Kurier” posiadał najliczniejszą w Poznaniu klientele ogłoszeniową. W wydaniu niedzielnym liczącym 32 strony, aż 1/3 objętości przeznaczona był na reklamy, ogłoszenia i nekrologi.

## Zakończenie działalności
Kurier Poznański ukazywał się jeszcze po 5 września 1939 roku, kiedy to władze administracyjne i wojskowe opuściły miasto. Dziennik zaprzestano wydawać 10 września 1939 roku po wkroczeniu do Poznania wojsk niemieckich.